# Сакстагалс
Сакстагалс (латг.: Sakstagols) — населенный пункт на востоке Латвии. Расположен в Резекненской области, административный центр Сакстагальской волости. Расположен около Крустпилсско-Резекненской железной дороги. Находится на левом берегу реки Резекне, на расстоянии 14 км от областного центра Резекне, и на расстоянии 229 км от Риги. Частично объединен с поселком Цивкоры, который находится севернее железной дороги.
Населенный пункт образовался около открытой в 1901. году железнодорожной линии Вентспилс-Москва, где позже была основана железнодорожная станция Сакстагалс. В 1933 году Сакстагалсу был присвоен статус поселка. В 1937 году в Сакстагалсе было 27 жилых зданий и 143 жителя.
В Сакстагалсе находится почтовое управление, основная школа имени Яниса Клидзейса (в Цивкорах), музей Франца Трасуна «Kolnasāta», а также библиотека и почтовое отделение.
Музей Франца Трасуна «Kolnasāta» является памятником культуры государственного значения.